# Ośmiornica olbrzymia
Ośmiornica olbrzymia (Enteroctopus dofleini) – gatunek głowonoga z rodziny ośmiornicowatych (Octopodidae), jedna z największych ośmiornic, opisana przez Wülkera w 1910 r. Jest poławiana w celach konsumpcyjnych. Dawniej była powszechnie wykorzystywana jako przynęta.

## Występowanie
Zasięg występowania tego gatunku obejmuje północną część Oceanu Spokojnego od Japonii po Aleuty i Baja California. Obserwowane są zazwyczaj na głębokościach do ok. 110 m p.p.m., ale mogą schodzić na głębokość ok. 1500 m.

## Budowa ciała
Ośmiornica olbrzymia ma czerwonawobrązowe ciało. Cztery pary ramion, połączone u nasady krótką błoną. Ciało waży zwykle do 60 kg, a długość worka trzewiowego to przeciętnie 50–60 cm. Rekord wynosi 272 kg i 9,6 m rozpiętości ramion. 

## Tryb życia
Ośmiornica olbrzymia prowadzi drapieżny tryb życia. Zjada małże, kraby, ryby i kałamarnice. Posiada wiele środków obrony, takich jak: wytwarzana przez nią sepia, kamuflaż, jad, duża prędkość. 
Osobniki tego gatunku żyją do 5 lat. Prowadzą samotniczy tryb życia na areale około 5 km².